# Rådet for Samfundsansvar
 Der er for få eller ingen kildehenvisninger i denne artikel, hvilket er et problem. Du kan hjælpe ved at angive troværdige kilder til de påstande, som fremføres i artiklen.

Rådet for Samfundsansvar var et dansk rådgivende organ, der blev i 2009 blev etableret som et led i regeringens handlingsplan for virksomheders samfundsansvar (engelsk: corporate social responsibility).
Rådet skulle rådgive regeringen om relevante tiltag vedrørende virksomheders samfundsansvar og komme med anbefalinger til danske virksomheder og investorer.
Rådet blev nedlagt i 2015.